# Melissa Hortman
Melissa Anne Hortman, född Haluptzok den 27 maj 1970 i Fridley, Minnesota, död 14 juni 2025 i Brooklyn Park, Minnesota, var en amerikansk advokat och Democratic-Farmer-Labor- politiker. Hon representerade de norra delarna av storstadsområdet Twin Cities i Minnesotas representanthus från 2005 fram tills att hon blev mördad 2025, och tjänstgjorde som minoritetsledare i delstatshuset från 2017 till 2019 och som den 61:a talmannen i Minnesotas representanthus från 2019 till 2025. Hon arbetade med transportfrågor, miljöfrågor, aborträttigheter, polisreformer och vapenkontrollpolitik, och var huvudförfattare till statens solenergistandard.
Den 14 juni 2025 mördades Hortman och hennes make i sitt hem i Brooklyn Park, Minnesota. Den misstänkte identifierades som 57-årige Vance Luther Boelter, som också misstänks ha försökt mörda senatorn John Hoffman från delstaten Minnesota i en liknande skjutning samma dag.